# Roelf de Boer
Roelf Hendrick de Boer (Rotterdam, 9 oktober 1949) is een Nederlands bestuurder en voormalig politicus. Tussen 2002 en 2003 was hij vicepremier en minister van Verkeer en Waterstaat in het kabinet-Balkenende I namens de LPF.

## Loopbaan
De Boer vervulde zijn militaire dienst als kapitein der mariniers bij de Koninklijke Marine Reserve. De Boer heeft diverse functies bekleed in de Rotterdamse haven- en transportwereld. Hij werkte onder meer bij de Koninklijke Nedlloyd Groep en Furness Scheepvaart & Agentuur. Van 1989 tot 1999 was De Boer algemeen directeur van het bedrijf Lehnkering Logistics BV. Vervolgens was hij president-directeur van Europese Waterweg Transporten (EWT) in Zwijndrecht tot hij op 8 januari 2002 voorzitter werd van de Kamer van Koophandel in Rotterdam.

### Politieke carrière
De Boer was namens de Lijst Pim Fortuyn (LPF) van juli 2002 tot mei 2003 minister van Verkeer en Waterstaat in het kabinet-Balkenende I, alhoewel hij tot op het moment van zijn benoeming lid was van de VVD. Lid van de LPF werd hij pas na zijn aantreden als minister. Onder druk van de Tweede Kamer gaf hij enige tijd later zijn VVD-lidmaatschap op. Na de val van het kabinet en het aftreden van zijn collega en partijgenoot Eduard Bomhoff werd hij vice-premier.
De Boer wist ondanks de korte tijd dat hij minister was een paar keer het nieuws te halen door zijn voorstellen. Zo wilde hij het beboeten voor lichte snelheidsovertredingen afschaffen en daagde hij met succes de NS voor de rechter, nadat deze besloten had de prijzen van het treinkaartje op 31 december 2002 én op 1 januari 2003 met ruim vier procent te verhogen.
Na de beëdiging van het kabinet-Balkenende II verdween hij uit de actieve politiek en was hij onder meer actief als voorzitter van de havenwerkgevers in Rotterdam en algemeen voorzitter van Koninklijk Nederlands Vervoer. Wel meldde De Boer zich weer aan als VVD-lid. In mei 2006 werd hij namens de VVD wethouder in Rotterdam, met de portefeuille haven, energie en milieu. In april 2007 trad hij af wegens gezondheidsproblemen. De maanden ervoor was hij al met ziekteverlof.

### Na de politiek
Op 1 augustus 2008 is De Boer begonnen als voorzitter van de NVZ. Per 16 december 2008 is Roelf de Boer de nieuwe Algemeen Voorzitter van de RAI Vereniging. Hij is tevens voorzitter van de afdeling Auto's bij de RAI Vereniging. Ook is hij voorzitter van diverse Raden van Commissarissen, waaronder Value8, Zeeland Seaports, en De Beijer BV.
- Parlement.com: vg9fgopq8gmf